# Liste der Monuments historiques in La Corne en Vexin
Die Liste der Monuments historiques in La Corne en Vexin führt die Monuments historiques in der französischen Gemeinde La Corne en Vexin auf.

## Liste der Objekte
| Bezeichnung                                    | Beschreibung           | Standort                                                  | Kennzeichnung | Schutzstatus | Datum | Bild |
| ---------------------------------------------- | ---------------------- | --------------------------------------------------------- | ------------- | ------------ | ----- | ---- |
| Wandmalerei                                    | 1974                   | in der Kirche St-Jean Baptiste in Énencourt-le-Sec (Lage) | PM60004149    | Inscrit      | 1991  |      |
| Skulptur Der heilige Georg besiegt den Drachen | Stein, 15. Jahrhundert | in der Kirche St-Jean Baptiste in Énencourt-le-Sec (Lage) | PM60003997    | Inscrit      | 1989  |      |